# Ajay Naidu
Ajay Kalahastri Naidu (Evanston (Illinois), 12 februari 1972) is een Amerikaans acteur.

## Biografie
Naidu werd geboren in Evanston (Illinois) als zoon van Indiase ouders, zijn ouders emigreerde in 1964 naar Amerika. Hij doorliep de high school aan de Evanston Township High School in zijn geboorteplaats. Het acteren leerde hij aan de toneelschool van Harvard-universiteit in Cambridge (Massachusetts). Naidu is getrouwd met actrice Heather Burns met wie hij een kind heeft. Naast het acteren voor televisie is hij ook actief met de musicalgroep Bhom Shankar in en rond New York, zij treden op in zowel Engels als Hindi.
Naidu begon in 1985 met acteren in de film Lady Blue, waarna hij nog meerdere rollen speelde in films en televisieseries. In 1998 werd hij genomineerd voor een Independent Spirit Award voor zijn rol in de film SubUrbia.

## Filmografie

### Films
Selectie:
- 2018 The Kindergarten Teacher - als Nikhil Roy
- 2009 The Golden Door - als Paco
- 2009 Hotel for Dogs - als ACO Jake
- 2008 Righteous Kill - als dr. Chadrabar
- 2008 The Wrestler - als medici
- 2008 The Accidental Husband - als Deep
- 2005 Scooby-Doo! in Where's My Mummy? - als prins Omar (stem)
- 2005 The Honeymooners - als Vivek
- 2003 Bad Santa - als Indiase ruziemaker
- 2003 Scary Movie 3 - als Sayaman
- 2002 The Guru - als Sanjay
- 2001 K-PAX - als dr. Chakraborty
- 2001 Hannibal - als parfum expert
- 2000 Requiem for a Dream - als postbode
- 1999 Office Space - als Samir Nagheenanajar
- 1998 Pi - als Farrouhk

### Televisieseries
Uitgezonderd eenmalige gastrollen.
- 2024 Elsbeth - als Martin Wali - 3 afl.
- 2021 Dr. Death - als dr. Sasani - 3 afl.
- 2016-2020 Blindspot - als Shohid Akhtar - 5 afl.
- 2010 Bored to Death - als Vikram - 2 afl.
- 2009 Kings - als dr. Nayar - 2 afl.
- 1998-1999 LateLine - als Raji Bakshi - 17 afl.

- Bibliothèque nationale de France: cb142105208 (data)
- International Standard Name Identifier: 0000 0000 4597 1741
- Library of Congress Control Number: no2002000892
- MusicBrainz: 5e44f556-84fe-445f-8302-0b94b62d4f30
- Nationale Bibliotheek van Israël: 987007460240505171
- Virtual International Authority File: 26723737
- WorldCat: E39PBJjHj3fhhcxC3FvQ4DHjYP